# Хотел „Крен”
Архитектура хотела „Крен” (данас хотел ”Београд”) у Чачку је први познати пример уплива сецесије у српску архитектуру. Грађен је између 1898. и 1899, а отворен је 1. јануара 1900. године. Наручилац овог здања је индустријалац Стеван Крен. Пројекат је израдио бечки архитекта Паул Бранг. Хотел „Крен” је рестаурисан и надограђен од стране архитекте Михајла Митровића између 1973. и 1975. године.

## Архитектура
По свом архитектонском програму, хотел „Крен” је једноспратна угаона грађевина.  Структура његовог унутрашњег простора је заснована на класицистичким архитектонским постулатима, са сецесијским декоративним слојем.  Унутрашњост је рашчлањена преко пиластера са композитним капителима, са вишеструком оплатом од дрвета. На основу расположиве документације и фотографија које показују стање хотела пре рестаурације, види се да је приземље било знатно једноставније решено у односу на садашње.
Угаони део истакнут је балконом и узвишенијим делом крова, на коме је од кованог гвожђа име хотела. Приземље је рашчлањено низом прозора надвишених аркадама и урађено у стилу неоренесансе и прилагођено сецесијској обради спрата. У унутрашњости зграде су две дворане у приземљу и собе на спрату. У својој основи спратни простор хотела је трапезоидан. По дужини је подељен на три неједнака дела – два бочна су нешто шира од централног.
Површина фасаде бочног крила је рашчлањена прозорима и улазом на средини. Оквири су профилисани и допуњени пластичним декоративним елементима, који у фрагментима понављају сецесијску орнаментику пластичног украса са главне фасаде. Трочлане траке неједнаке дужине настављају се у картуше у облику стилизованог људског лика. Улична фасада хотела „Крен” је носилац више различитих архитектонских концепција. На њој се јасно разазнају елементи класицистичке, неоренесансне и посебно сецесијске архитектуре. Украсе за пластичну декорацију фасаде урадио је Фрањо К. Нокен.
Доградњу и рестаурацију хотела „Крен” извршио је архитекта Михајло Митровић између 1973. и 1975. године. Она је донела одређене новине које су, пре свега, биле условљене новим потребама савременог угоститељства, али је и очувала примарни архитектонски карактер хотела, који му је дао његов идејни творац, архитект Паул Бранг. Доградња хотела „Крен” у потпуности открива Митровићев архитектонски рукопис. Мада ова доградња делује потпуно ослобођена везе са Бранговим решењем. Митровић ипак донекле поштује висину старијег објекта. Надовезује се на пластику поткровног венца, на угаону куполу и ритам мансардних прозора са Бранговог здања.